# Acrotona pygmaea
Acrotona pygmaea – gatunek chrząszcza z rodziny kusakowatych i podrodziny rydzenic.

## Taksonomia
Gatunek ten opisany został po raz pierwszy w 1802 roku przez Johanna L.Ch.C. Gravenhorsta pod nazwą Aleochara pygmaea.

## Morfologia
Chrząszcz o wydłużonym ciele długości od 2 do 2,7 mm, z wierzchu, wskutek gęstego punktowania, tylko lekko połyskującym. Ciemnobrązowa głowa ma oczy tak długie jak skronie. Owłosienie po obu stronach głowy kieruje się ukośnie dozewnętrznie. Czułki są ciemnobrązowe z rozjaśnionymi nasadami i mają człon drugi tak długi jak trzeci, człon przedostatni co najwyżej bardzo słabo poprzeczny, a człon ostatni krótszy niż dwukrotność jego szerokości. Przedplecze jest węższe, słabiej po bokach zaokrąglone i nieco słabiej ku przodowi zwężone niż u A. sylvicola; barwę ma ciemnorudobrązową. U samca dysk przedplecza jest równomiernie wysklepiony. Owłosienie przedplecza na linii środkowej kieruje się prosto ku tyłowi, a po bokach od niej ukośnie ku tyłowi, pod większym ukosem niż u podobnej A. convergens. Pokrywy mierzone w barkach są tak szerokie jak przedplecze, a mierzone wzdłuż szwu dłuższe od niego. Ubarwienie mają rudobrązowe do ciemnobrązowego. W widoku bocznym niedostrzegalne są boczne części przedpiersia. Na śródpiersiu brak jest podłużnego kila. Odnóża środkowej pary charakteryzują się krótkimi, słabo widocznymi szczecinkami bocznymi goleni. Tylna para odnóży ma stopy o członie pierwszym dłuższym niż drugi, niemal tak długim jak drugi i trzeci razem wzięte. Ciemnobrązowy z jaśniejszym wierzchołkiem odwłok zwęża się ku tyłowi. Szósty jego segment tergit dłuższy niż u podobnej A. obfuscata i o wyraźnie zbieżnych ku tyłowi krawędziach bocznych, a sternit na tylnym brzegu zaokrąglony.

## Ekologia i występowanie
Owad ten wykazuje preferencję do wilgotnych biotopów. Bytuje wśród mchów, pod gnijącymi szczątkami roślinnymi, napływkami, a czasem w pryzmach kompostowych lub nawozie.
W Europie gatunek znany z Hiszpanii, Irlandii, Wielkiej Brytanii, Francji, Belgii, Holandii, Niemiec, Szwajcarii, Austrii, Włoch, Danii, Szwecji, Norwegii, Finlandii, Estonii, Łotwy, Litwy, Polski, Czech, Słowacji, Węgier, Ukrainy, Rumunii i europejskiej części Rosji. W Azji notowany jest z syberyjskiej i dalekowschodniej części Rosji, Gruzji, Azerbejdżanu, Kazachstanu, Turkmenistanu i Uzbekistanu. Wykazany ponadto z Ameryki Północnej.